# جیامباتیستا بونیس
جیامباتیستا بونیس (انگلیسی: Giambattista Bonis؛ زادهٔ ۲۷ ژوئن ۱۹۲۶) بازیکن فوتبال اهل ایتالیا است.
از باشگاه‌هایی که در آن بازی کرده‌است می‌توان به باشگاه فوتبال اینتر میلان و باشگاه فوتبال اسپتزیا اشاره کرد.